# Pohjolan Voima

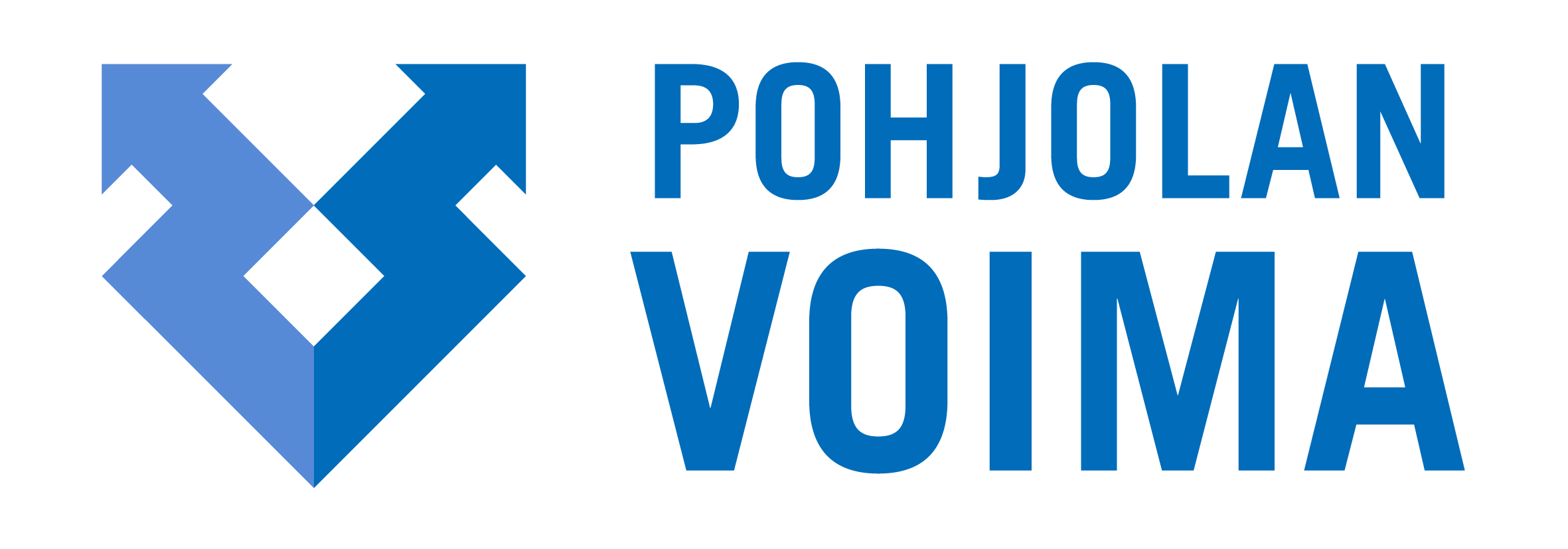
Pohjolan Voimas logotyp.

Pohjolan Voima Oy (PVO) är ett finländskt kraftverksbolag med säte i Helsingfors. 
Bolaget, som grundades 1943, äger 57 % av Industrins Kraft Ab (Olkiluoto kärnkraftverk i Euraåminne), Isohaara och Jumisko vattenkraftverk i Kemi älv, samt bland annat Pahkakoski, Haapakoski, Maalismaa, Kierikki och Raasakka kraftverk i Ijo älv. Pohjolan Voima äger vidare ett stort ångkraftverk i Kristinestad och är hälftenägare i Vaskiluodon Voima Oy, som driver ett ångkraftverk på Vasklot i Vasa. Ångkraftverk började Pohjolan Voima bygga på 1960-talet. Länsirannikon Voima Oy (ägde ångkraftverk på Tahkoluoto i Björneborg) fusionerades 1994 och Sydfinska Kraft Ab (Etelä-Suomen Voima Oy, grundat 1916, ägde bland annat Kotka ångkraftverk) 1996. Den sammanlagda effekten i bolagets egna anläggningar och kraftandelar är omkring 3 300 MW (varav 29 % kärnkraft) och den årliga själv producerade energimängden omkring 18 TWh. Pohjolan Voima levererar omkring en fjärdedel av Finlands elkraft. Bolaget ägs av ett antal industriföretag (störst är UPM-Kymmene Abp, 43 %) och några kommuner. Antalet anställda i koncernen är 1 200 och omsättningen 670 miljoner euro (2004).